# Elfving (adelsätt)
Elfving är en utslocknad svensk adelsätt. Den adlade, kaptenlöjtnanten, senare ryttmästaren Zakarias Elfving adlades 1691 med oförändrat namn och introducerades på Riddarhuset på nummer 1219. Han hade deltagit i slagen vid Halmstad och Lund 1676 och var vid adlandet verksam vid Västgöta kavalleriregemente, varifrån han fick avsked 1709. Hans födelse- och dödsår är okända. Sonen Andreas Elfving var student vid Uppsala universitet 1701, men är i övrigt obeskriven. En dotter Catharina (1688-1736), var gift Tallberg. Ätten räknas som utslocknad med dessa personer.